# Isola Brusneva
L'isola Brusneva o isola di Brusnev (in russo: остров Бруснева, ostrov Brusneva) è un'isola del mare di Laptev, Russia. Amministrativamente appartiene al Anabarskij ulus della Repubblica autonoma di Sacha-Jacuzia.

## Geografia
L'isola si trova proprio di fronte alla città di Tiksi (5 km a est) nella baia omonima che è situata nella parte ovest del golfo di Buor-Chaja (гуьа Буор-Хая), a sud-est del delta della Lena. Brusneva ha una lunghezza di 2 km e 1 km di larghezza.

## Storia
Nel 1901 Eduard Toll (barone Eduard Gustav von Toll) guidò una spedizione alla ricerca della leggendaria terra di Sannikov sulla goletta Zarja, ma la nave venne imprigionata dai ghiacci tra le isole della Nuova Siberia. Nel tentativo di dirigersi verso l'isola Bennetta, a sud, Toll scomparve, nel 1902, con tre compagni. La Zarja riuscì poi a ormeggiare vicino all'isola Brusneva nella baia di Tiksi e i restanti membri della spedizione fecero ritorno a San Pietroburgo.
Nel 1903, l'ingegnere Michail Ivanovič Brusnev faceva parte di una delle due spedizioni inviate alla ricerca di Toll. Durante l'infruttuosa ricerca, Brusnev redasse mappe dettagliate delle isole della Nuova Siberia e trovò resti di mammut sull'isola della Nuova Siberia.
L'isola Brusneva porta il suo nome e sull'isola c'è anche un monumento eretto in sua memoria.